# Хасселт, Андре Ван
Андре Анри Констан ван Хасселт (нидерл. Andries Hendrik van Hasselt, фр. André Van Hasselt; 5 января 1806, Маастрихт — 1 декабря 1874, Брюссель) — бельгийский поэт, прозаик, историк, переводчик, юрист, библиотекарь

 голландского происхождения. Писал, в основном, на французском языке. Член Королевской академии наук, литературы и искусства Бельгии.

## Биография
Изучал право в университете Гента и франкоязычном университете Льежа (тогда в Объединённом Королевстве Нидерландов), где получил учёную степень. С 1827 по 1832 год работал юристом в Маастрихте. В 1833 году покинул Маастрихт, блокированный бельгийскими войсками, и направился в Брюссель, где стал натурализованным бельгийцем.
Работал куратором Королевской библиотеки Бельгии. Затем занимал пост инспектора начального образования и Нормальной школы Бельгии.
В 1837 году ван Хасселт был принят в члены Королевской академии наук, литературы и искусства Бельгии.

## Избранные произведения
Поэзия
- Primevères, 1834
- La Colonne du Congrès, 1850
- Poésies, 3 тома, 1852—1863
- Nouvelles poésies, 1857
- Poèmes, paraboles, odes et études rythmiques, 1862
- Les Quatre Incarnations du Christ, 1867
- Le Livre des Ballades, 1872

Проза
- Essai sur l’histoire de la poésie française en Belgique, 1838
- Histoire de Rubens, 1840
- Belgique et Hollande, 1844
- Les Belges aux croisades, 2 тома, 1846
- Histoire des Belges, 2 тома, 1847
- Splendeur de l’art en Belgique, 1848
- La Belgique pittoresque, 1858
- Charlemagne et le pays de Liège. L'Éburonie avant la conquête des Gaules par Jules César, avec Louis Jéhotte, 1878

## Память
- Его именем названа улица в Брюсселе — Rue André Van Hasselt.